# Gelukkige Sophie 2de serie
Gelukkige Sophie 2de serie is het achtste album in de Sophie-reeks. Het is een bundel van zeven kortverhalen die allemaal zijn verschenen in Robbedoes. Het album werd door Dupuis uitgegeven in 1973 en in herdruk in 1983.

## Twee wensen
Dit verhaal van 8 pagina's is verschenen in Robbedoes nummer 1652 (1969).

### Personages
- Sophie
- Bertje
- Vink
- inspecteur der gemeenteparken
- mijnheer Grijpstuiver

### Verhaal
Parkwachter Vink wandelt door het besneeuwde park bij Kerstavond. Als hij ziet dat kinderen een glijbaan hebben gemaakt, wil hij deze zelf eens uitproberen. Hij heeft plezier, maar dat wordt hem al snel ontnomen door zijn werkgever, de inspecteur der gemeenteparken. Hij dreigt zoals zo vaak rond die tijd het jaar om Vink te ontslaan. Reden daartoe is dat er een dennenboom is omgehakt en meegenomen waarvoor de inspecteur Vink verantwoordelijk acht. Als er tegen klokslag middernacht geen nieuwe dennenboom staat, zal Vink worden ontslagen. Sophie en Bertje zijn ook een avondwandeling aan het maken in het park en vinden de treurende Vink. Vink vertelt hen het hele verhaal. Bertje heeft de gierigste man van de stad, mijnheer Grijpstuiver, een besneeuwde dennenboom zijn huis zien binnenslepen. Sophie en Bertje besluiten om op onderzoek uit te gaan en trekken daarom naar het huis van de vrek.
Als ze bij mijnheer Grijpstuiver naar binnen kijken, zien ze inderdaad de dennenboom uit het park binnen staan. Ze zien hoe de vrek Kerstmis viert. Een heel ei en een noot als dessert is zijn feestmaal, hetgeen hij op andere dagen als verspilling ziet. Sophie en Bertje trekken weer weg, want ze weten dat die man zo gierig is dat hij geen cent zal geven om Vink schadeloos te stellen. Daarbij kunnen ze ook niet bewijzen dat de vrek diefstal heeft gepleegd. Als ze teruggaan naar het park, vraagt een oude dame of de kinderen haar willen helpen met het oversteken van de straat want het is erg glad. Dit doen de kinderen met plezier. De oude dame is hen zo dankbaar dat de kinderen elk een wens mogen doen. En jawel hoor klokslag twaalf schiet er een dennenboom uit de grond in het park waar de inspecteur een nieuw exemplaar wilde. Vink kan zo toch nog een leuk kerstfeest beleven, want hij mag zijn baan behouden dankzij de wens van Sophie. Bertje heeft eveneens iets gewenst en ook die wens is uitgekomen tot grote ontgoocheling van mijnheer Grijpstuiver.   

## De boeman
Dit verhaal van 6 pagina's is verschenen in Robbedoes nummer 1641 (1969)

### Personages
- Sophie
- Bertje
- Ernest Vleugelzwam

### Verhaal
Sophie en Bertje zijn op bezoek bij Ernest Vleugelzwam, de vissenexpert (Sophie en de vliegende vraat). Hij is net aan het vertellen over zijn nieuwe vogelverschrikker die de vogeltjes weg moet houden van zijn pas gezaaide erwtjes. Als de avond valt, wordt het een beetje fris. Ernest vraagt Bertje om het raam te sluiten. Als Bertje dit doet en uit het raam kijkt, schrikt hij. Hij heeft de vogelverschrikker van Ernest zien rondlopen. Ernest en Sophie geloven dit eerst niet, maar als ze zelf gaan kijken door het raam, blijkt de vogelverschrikker niet meer op zijn normale plaats te staan. Dan horen ze tikken op een ruit aan de andere kant. Daar zien ze de vogelverschrikker staan die hen schrik aanjaagt. Ernest geraakt helemaal overstuur.
Als ze allemaal wat van de schrik zijn bekomen, gaan ze naar buiten en zien dat de vogelverschrikker weer op zijn vertrouwde plaats staat. Ernest denkt eerst dat het een geval van collectieve hallucinatie was. Als Sophie echter ziet dat er putjes in de akker staan gemaakt door de stokken waarop de vogelverschrikker staat, beseffen ze dat het geen droom was, maar dat de vogelverschrikker echt heeft rondgelopen. Ernest is nu nog meer overstuur dan hij al was. Sophie gelooft niet in spoken en heeft een plan om die zogezegde boeman te vangen. Ze legt Bertje haar plan uit dat ze de volgende nacht ten uitvoer zullen brengen. Bij middernacht duikt de wandelende vogelverschrikker weer op, maar wordt zelf zo hard aan het schrikken gebracht dat hij neervalt. Zoals Sophie wel vermoedde was de vogelverschrikker slechts een vermomming. Het blijkt om de neef van Ernest te gaan die zijn oom zodanig wilde doen schrikken zodat diens hart het zou begeven en alzo diens erfenis in te pikken. Die kans heeft de neef verkeken, want Ernest onterft hem.

## Staatsaangelegenheid...
Dit verhaal van 6 pagina's is verschenen in Robbedoes nummer 1702 (1970). Een tekening van Sophie staat op de cover van dit nummer.

### Personages
- Sophie
- Bertje
- Mijnheer Luchtbel
- Admiraal Nelson

### Verhaal
Sophie en Bertje zijn op vakantie in Engeland waar ze een wandeling maken door het prachtige landschap. Even later komt er een vrachtauto aangereden die bij de kinderen halt houdt. Het is mijnheer Luchtbel, duiker van beroep, die de kinderen uitnodigt om met hem mee te gaan voor een dringend karwei. De kinderen aanvaarden zijn voorstel, want ze willen graag zien hoe hij te werk gaat en hem hierbij helpen. De klant blikt een oudere welgestelde man te zijn die zich Admiraal Nelson noemt. Mijnheer Luchtbel moet een bos sleutels opvissen uit een zwembad. Hier is de duiker niet mee gediend, vindt dat Nelson voor zo een taak zelf achter de sleutels had kunnen duiken of het zwembad had kunnen laten leeg lopen. Nelson vertelt dat hij niet kan zwemmen en het zwembad enkel voor de standing is. Hij verwacht immers bezoek van een minister waaraan hij belangrijke documenten moet overhandigen. Die documenten liggen in een safe en net de sleutel van de safe is in het water gevallen. Nelson denkt er niet aan om het water te laten weglopen. Het water is immers water uit een meer dat hij heeft laten importeren vanuit Schotland. Mijnheer  Luchtbel besluit hoewel tegen zijn zin het snobistische heerschap te helpen, maar zijn rekening zal niet mals zijn. 
De kinderen helpen hem door zuurstof te pompen als mijnheer Luchtbel in het zwembad duikt met zijn duikerspak aan. Hij vindt de sleutels al snel, maar plots komt er geen zuurstof meer toe. Zo snel hij kan klimt hij de ladder op. Als hij boven is, snapt hij waarom de kinderen stopten met pompen. Er zijn twee bandieten die de kinderen en de admiraal onder schot houden. Een van de boeven dwingt de admiraal om zijn safe open te gaan doen terwijl de andere boef de kinderen en mijnheer Luchtbel onder schot houdt. Mijnheer Luchtbel leidt de boef af, waardoor Sophie ongezien naar de auto van de bandieten gaat en hier wat aan prutst. De andere boef keert weer met de documenten. Als ze willen vluchten met de auto, rijden ze het zwembad in omdat het stuur is geblokkeerd. Dit was het werk van Sophie. De boeven worden opgevist uit het water en aan de politie uitgeleverd.

## Ze zijn stapel!
Dit verhaal van 8 pagina's is verschenen in Robbedoes nummer 1744 (1971). Een tekening van Sophie en Bertje staat op de cover van dit nummer.

### Personages
- Sophie
- Starter
- Gunther
- louche zakenman
- Jan Klaas Soeksok

### Verhaal
Starter moet even naar Dupuis om een artikel voor zijn autorubriek af te geven. Sophie is bij hem en blijft op hem wachten in de auto. Ze zegt dat ze zich niet zal vervelen, want ze leest het laatste nummer van weekblad Robbedoes. Enkele straten verder staat een rode auto met een zakenman en zijn chauffeur Gunther. Zij houden een professor in het oog, genaamd Jan Klaas Soeksok. De zakenman is ervan overtuigd dat die gekke professor bezig is met een nieuwe uitvinding te bedenken. De professor heeft de vreemde gewoonte om formules op te schrijven op alles wat hij maar beschrijven kan terwijl hij rondloopt in de stad. Hij schrijft een formule op een etalageruit van een porseleinwinkel. De zakenman geeft Gunther de opdracht om een foto van de formule te nemen en deze nadien te laten verdwijnen. Gunther neemt een foto en poogt de formule weg te wrijven met een doekje. Het wissen lukt niet, vermits de professor de formule met een viltstift heeft geschreven. Gunther loopt de winkel binnen en vraagt de winkelier om een zwaar en stevig voorwerp voor zijn zieke tante die vaak dingen laat vallen. De winkelier overhandigt hem een stenen beeld van een olifant. Gunther vraagt of hij de stevigheid even mag uitproberen. De winkelier staat dit toe. Gunther gaat naar buiten en gooit het beeld door de etalageruit. Opdracht volbracht en hij keert weer naar zijn baas.
Soeksok heeft inmiddels nog een formule opgeschreven dit keer op de achterruit van een auto. De zakenman vraagt Gunther om weer hetzelfde te doen: foto nemen van de formule en deze laten verdwijnen. Gunther neemt een foto en heeft het idee om met de auto weg te rijden naar een afgelegen plaats en deze nadien in brand te steken. Het blijkt de auto van Starter te zijn die nog niet terug is. Gunther stapt in, maant de verraste Sophie aan om zich kalm te houden en rijdt weg. Net op dat moment komt Starter weer naar buiten. Hij denkt dat Sophie wordt ontvoerd en loopt in paniek naar de auto van de zakenman. Hij vraagt of hij de achtervolging op de ontvoerder kan inzetten. De zakenman speelt komedie en zegt dat het OK is. Starter bedankt de man en kruipt achter het stuur van diens wagen. Hij zet de achtervolging in op Gunther. Gunther is gerust nu dat hij ziet dat zijn baas hem volgt, maar bedenkt dan plots dat zijn baas helemaal niet kan autorijden. Deze onoplettendheid doet hem bijna botsen op een kruispunt, maar Sophie grijpt het stuur zodat een ongeluk kan worden vermeden. Door dit drieste manoeuvre botsen er echter drie vrachtwagens tegen elkaar. De combinatie van de ladingen leidt tot een flinke explosie, maar gelukkig blijft iedereen ongedeerd. Een van de wielen van een van de vrachtwagens katapulteert door de explosie weg en landt op het dak van de auto van Starter op de plaats van de chauffeur. Gunther raakt versuft door die klap op zijn hoofd en rijdt tegen een boom. Ook Starter is er bij gekomen. Het is een pak van zijn hart als hij ziet dat Sophie geen schrammetje heeft opgelopen. Ook Gunther heeft geen ernstige verwondingen. De zakenman richt een pistool op Starter en Sophie en geeft vervolgens opdracht aan Gunther om de wagen van Starter in brand te steken. Gunther is echter nog versuft van de klappen die hij heeft moeten verwerken en vergist zich van wagen. Hij steekt de auto van zijn baas in brand. De louche zakenman verspeelt niet enkel zijn auto, maar ook zijn fototoestel en de formule. En daar komt de politie... Waar de formule toe dient zullen we nooit weten.

## De afperser
Dit verhaal van 8 pagina's is verschenen in Robbedoes nummer 1747 (1971).

### Personages
- Sophie
- mijnheer Karapolie
- Slager Hakkebral
- Boer Tatelaar
- De afperser

### Verhaal
Sophie en haar vader zijn op de buiten en kamperen in hun caravan. Terwijl Sophies vader berekeningen maakt, bakt Sophie pannenkoeken. Plots horen ze een vreemd geluid op het dak van de caravan. Als ze buiten gaan kijken zien ze de dorpsslager, mijnheer Hakkebral, die op het dak slaapwandelt. Zelfs als hij van het dak valt, blijft hij slapen. Sophie en haar vader besluiten hem naar het dorp te brengen. Als ze hem op de achterbank van de wagen hebben geplaatst, rijden ze naar het dorp. Op een landweg zien ze een fietser voor hen uitrijden. De fietser is nogal een zonderling type met een zwart pak, zwarte hoed en lange rode sjaal. Als de sjaal tussen de spaken van zijn voorwiel terechtkomt, verliest hij zijn evenwicht en valt. Sophie en haar vader willen de man helpen. De man zegt dat mijnheer Karapolie hem een fiets met versnellingsapparaat en helemaal van chroom moet schenken. Sophies vader weigert dit. De fietser pakt zijn biezen en zegt dat hem hetzelfde zal overkomen als slager Hakkebral. Hij voegt eraan toe dat hij nu een jeep wil, ook helemaal van chroom. 
In het dorp aangekomen treffen ze de zonderlinge man opnieuw aan dit keer in het café van de heer Slokkers. Daar zien ze hem praten met mijnheer Tatelaar, een boer. De afperser zegt dat de boer heeft verzuimd om hem binnen drie dagen de zakken graan te geven die hij gevraagd had. Als hij dat niet zou doen, dreigde hij de boer te betoveren. Tatelaar lacht de afperser uit zelfs als deze hem een poppetje toont die als twee druppels water op de boer lijkt dat hij met een naald wil prikken. De afperser prikt met het naaldje in het popje omdat de boer zegt dat hij niet in die onzin gelooft. Prompt krijgt de boer een pijnscheut in zijn nek en valt in slaap. Op bevel van de afperser begint Tatelaar te slaapwandelen.  Als de afperser Sophie en haar vader ziet, zegt hij dat ze drie dagen de tijd hebben om hem die jeep te bezorgen. Sophies vader wordt ongerust, vreest dat hem hetzelfde zal overkomen. Sophie heeft echter iets opgemerkt en krijgt een idee om het trucje van de afperser te onthullen. Drie dagen later staat de afperser bij de caravan van Sophie met een poppetje van Sophies vader in de hand waarin hij dreigt te prikken. Als Sophies vader naar buiten komt, blijkt deze een harnas van een ridder (inclusief helm) te dragen. In paniek vlucht de afperser weg, maar wordt gestopt door slager Hakkebral. Boer Tatelaar klist vervolgens de handlanger van de afperser. Het blijkt Slokkers, de waard van het café te zijn. Hij blies via een holle pijp een slaappijltje in de nek van de mensen die de afperser afdreigde, hetgeen het slaapwandelen veroorzaakte. Sophie had dus wel degelijk het trucje van de oplichters doorzien.

## De gegapte motor
Dit verhaal van 6 pagina's is verschenen in Robbedoes nummer 1770 (1972).

### Personages
- Sophie
- Starter
- Bangkrak
- Gerrit
- Rudolf

### Verhaal
Bij studios Paraboem wordt een nieuwe film gedraaid. Sophie is buiten aan het wachten op Starter. Samen met een aantal andere kinderen kijkt ze met veel interesse naar een gele motorfiets met zijspan. In de studio heeft de regisseur een discussie met twee van zijn figuranten, Gerrit en Rudolf. Hij vindt dat de mannen te brave burgersmoeltjes hebben en helemaal niet de echte boeventronies die hij zoekt. De mannen voelen zich beledigd, zeggen dat ze nog niet lange tijd uit de gevangenis zijn ontslagen. Ze hadden vijftien jaar gezeten wegens bankroof, valsheid in geschrifte en belediging van ambtenaren in functie. De regisseur gelooft er niets van. De mannen worden nu wel echt boos en trekken hun pistool, vragen om het geld van de kas. Nog steeds denkt de regisseur dat de mannen hem voor de gek houden. Gerrit en Rudolf gaan echter werkelijk met het geld van de kas aan de haal. Ze vinden dit vervelend, want ze wilden eigenlijk eerlijk blijven. Eens ze buiten zijn, gaan ze ervandoor op de gele motorfiets. Van de waarschuwing van de eigenaar dat ze met die motor hun nek zullen breken, trekken de boeven zich niets aan. Starter heeft het lawaai gehoord en vraagt aan Sophie wat er aan de hand is. Sophie zegt dat de motor van die mijnheer is gestolen. Die mijnheer heet Bangkrak en blijkt een stuntman bij de film te zijn. Omdat de motor vol met geintjes zit, is het een gevaar voor iedereen die ze niet kent om ermee te rijden. Starter biedt zijn hulp aan en neemt Bangkrak en Sophie mee in zijn auto om de achtervolging in te zetten op de twee voortvluchtigen.
Gerrit en Rudolf vinden het toch gek dat er zoveel knopjes aan die motor zitten en kunnen niet aan de verleiding weerstaan om deze eens uit te proberen. Hierdoor gaat de motor allerlei vreemde dingen doen, hetgeen tot grappige maar ook gevaarlijke toestanden leidt. Gelukkig raakt er niemand gewond. Bangkrak weet de boeven dan tot staan te brengen. Omdat ze zo een grappig stel zijn biedt Bangkrak hen een proefopname aan, hetgeen Gerrit en Rudolf graag aannemen. Zo kunnen ze hun voornemen om eerlijk hun geld te verdienen dan toch volbrengen.

## Prettige Kerst
Dit verhaal van 6 pagina's is verschenen in Robbedoes nummer 1756 (1971).

### Personages
- Sophie
- Starter
- Mijnheer Karapolie

### Verhaal
Sophie is de laatste hand aan het leggen aan een mooi gedekte tafel. Ze verwacht immers al haar goede vrienden zoals Starter, Pieters en Bertje voor het vieren van het kerstfeest. Als ze bedenkt dat haar gasten elk moment kunnen komen en haar vader er nog niet is, gaat ze kijken in zijn lab. Daar vindt ze hem, zoals steeds druk bezig met het maken van berekeningen. Sophie zegt dat hij zich dringend moet gaan klaarmaken voor het feest. Haar vader toont haar een televisie waarop hij een vreemd toestel heeft aangesloten. Op het scherm ziet Sophie beelden van mannen met rode gewaden en kappen op hun hoofd (zoals die van de Klu Klux Klan). Ze herkent dit als de vervolgserie "De Scharlaken Schimmen". Als haar vader een draai aan de knop van het scherm geeft, wordt er diepte gecreëerd, alsof de beelden letterlijk uit het scherm komen.
Een kwartier later is Sophie klaar met het leggen van pakjes onder de kerstboom en roept nogmaals op haar vader die nog steeds niet in de eetkamer is. Omdat ze geen antwoor krijgt, denkt ze dat hij nog steeds in zijn lab is. Ze vindt er niemand en ziet dan dat het venster open is. Dan ziet ze de scharlaken schimmen buiten die haar vader vastgebonden en gekneveld ontvoeren. Haar vader wordt in een gele wagen geduwd en ze rijden met hem weg. Net op dat moment komt Starter aan. Sophie rent naar hem toe en zegt dat hij onmiddellijk die gele wagen moet achtervolgen. Starter doet het. Hij kan Sophies verhaal maar moeilijk geloven dat die schimmen uit het televisietoestel zijn gekropen om haar vader te ontvoeren. Als ze zijn aangekomen bij het huis van de ontvoerders zien ze de gele wagen geparkeerd en horen ze gelach. Starter en Sophie springen in de auto en rijden het huis binnen. Al snel blijkt dat de scharlaken schimmen geen ontvoerders zijn, maar drie collega's van Sophies vader die hem een poets wilden bakken omdat hij steeds vergat naar hen te komen op kerstavond. De collega's doken al eerder op in eerdere verhalen: Ernest Vleugelzwam, Herman Horrel (Zoef voelt zich bedreigd) en de heer Analine (De ijsoorlog van Figarossi). 
Opmerking: Mijnheer Karapolie was zijn tijd toch ver vooruit als je bedenkt dat we pas veel later zulke mogelijkheden hebben gekregen op het vlak van videobeelden. Voorlopig hebben we er ook nog steeds 3D-brillen voor nodig om dit dieptezicht te kunnen waarnemen.     